# Czołczynek
Czołczynek – zniesiona kolonia nad Nerem, obecnie na terenie wsi Czołczyn w Polsce, w województwie łódzkim, w powiecie pabianickim, w gminie Lutomiersk.
Osada istniała do 2001 r., miała nadany identyfikator SIMC 0705700.
Na mapie WIG z 1930 roku kolonia Czołczynek stanowi zabudowania na zachód od Czołczyna i na północ od folwarku Czołczyn-Zofiówka.
Miejscowość położona jest na Wysoczyźnie Łaskiej.
W latach 1975–1998 miejscowość administracyjnie należała do województwa sieradzkiego.

## Historia
Od 1867 w gminie Lutomiersk w powiecie łaskim. W okresie międzywojennym należał do woj. łódzkiego.  2 października 1933 utworzono gromadę Czołczynek w gminie Lutomiersk, składającą się z kolonii Czołczynek i folwarku Czołczyn-Zofiówka. Podczas II wojny światowej włączony do III Rzeszy.
Po wojnie gromada Czołczynek powróciła do powiatu łaskiego w woj. łódzkim jako jedna z 16 gromad gminy Lutomiersk. 1 lipca 1948 gromadę Czołczynek zniesiono, włączając ją do gromady Czołczyn w gminie Lutomiersk.
Nazwę Czołczynek zniesiono 1 stycznia 2002, a miejscowość włączono do Czołczyna.

## Zbiornik wodny
Około 500 m na zachód od zabudowań Czołczynka znajduje się zbiornik wodny Zofiówka.